# Meesters van Tahull

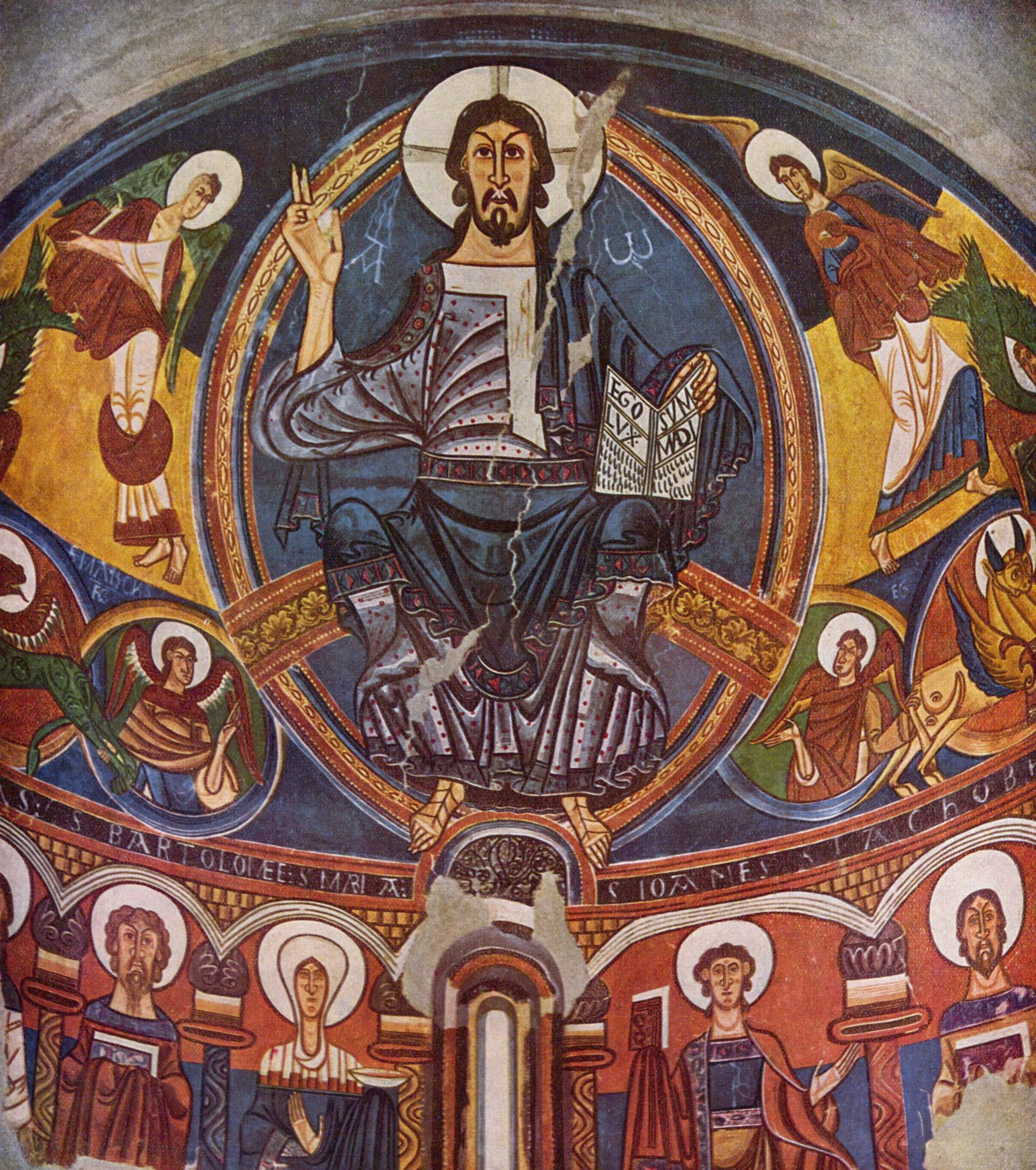
Majestas Domini uit de apsis van de San Clemente

De fresco's van de San Clemente- en de Santa Maria-kerken van Tahull, in de Spaanse provincie Lleida, werden door de  3 Meesters van Tahull geschilderd in 1123. Ze worden bewaard in het Museum voor Catalaanse Kunst in Barcelona.
De meest opvallende, bekend als Meester van Tahull, is de schepper van de fresco's in het middenkoor van de San Clemente-kerk. Tussen de symbolen van de Evangelisten, gepresenteerd door engelen, verschijnt een majestueuze Christus Alleenheerser boven de Maagd, St. Lucas, St. Bartholomeus, St. Jan en St. Jacob.
De Byzantijnse inspiratie bij die schilderijen laat vermoeden dat de betrokken meester uit Italië kwam en daar gevormd werd. Op de waarschijnlijke vraag van Ramón, bisschop van Roda tussen 1104 en 1126, verliet de meester Catalonië voor Roda de Isabena in Aragon, waar hij het laterale koor van de kathedraal beschilderde. De enkele overgebleven fragmenten van deze fresco's worden eveneens bewaard in hetzelfde Barcelonese museum en vertonen wel degelijke verwantschap met deze van Tahull.
Het koor van de Tahullse Santa Maria werd geschilderd door de 2de van het trio. Hij wordt genoemd Meester van Maderuelo, daar hij gewerkt had in de Kluis van de Vera Cruz van Maderuelo, in Castilië. In de Santa Maria wordt de Maagd met het Kind en de Drie Koningen voorgesteld. Op het gewelf vinden we het Lam Gods tussen Abel en Caïn.
De Maderuelo-fresco's worden bewaard in het Madrileense Prado. Aan dezelfde meester worden ook de muurschilderingen van San Baudelio de Berlanga in Castilië toegeschreven. Zij worden ook te Madrid in het Prado bewaard.
De derde meester schilderde de laterale koren van de San Clemente- en de Santa Maria-kerken. Het Laatste Oordeel, Het Kind Jezus en De Strijd van David tegen Goliath vertonen een meer vrije stijl en zijn minder getekend door Byzantijnse invloeden.